# Praktica LTL

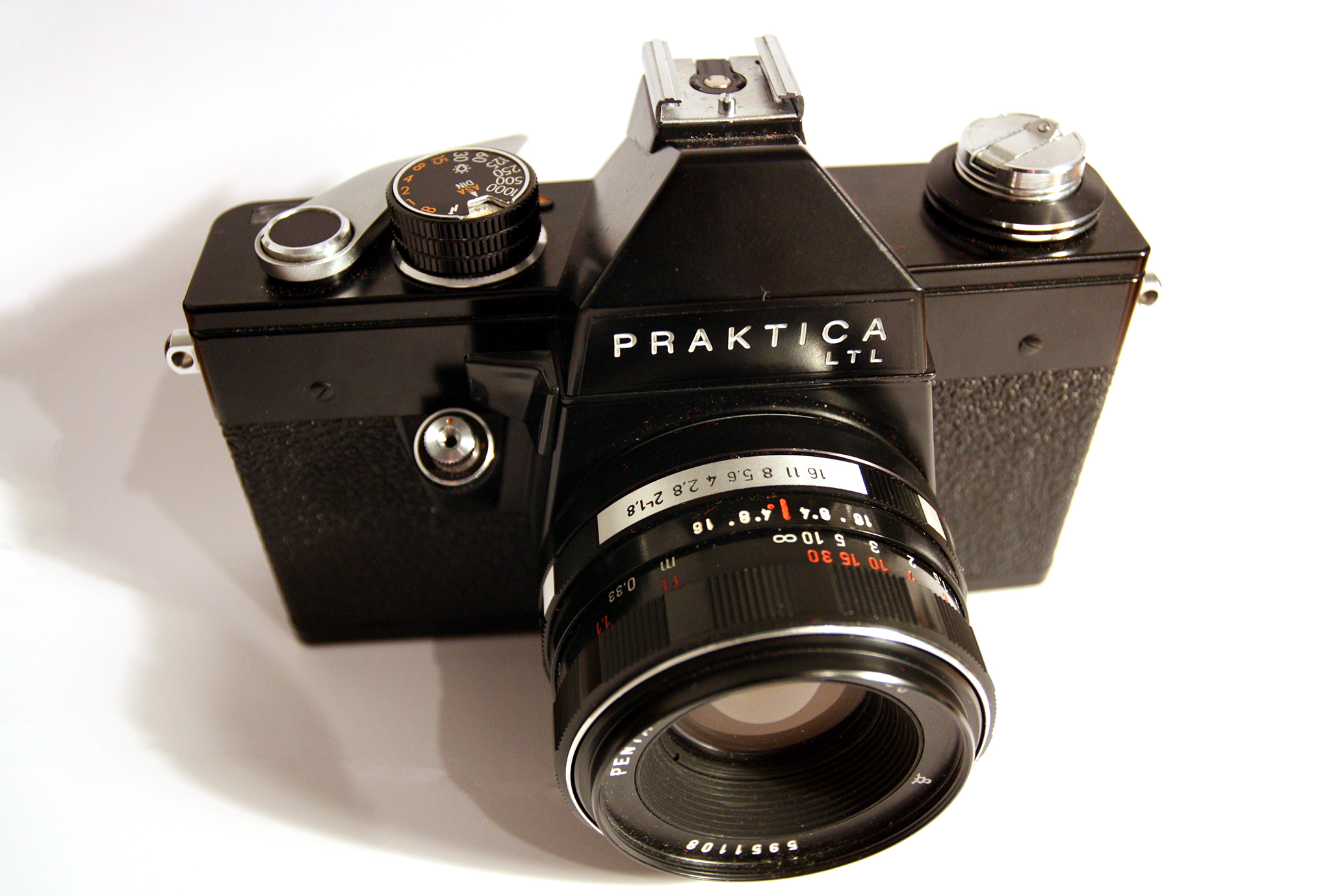
Praktica LTL (schwarz) mit dem Standard-Objektiv

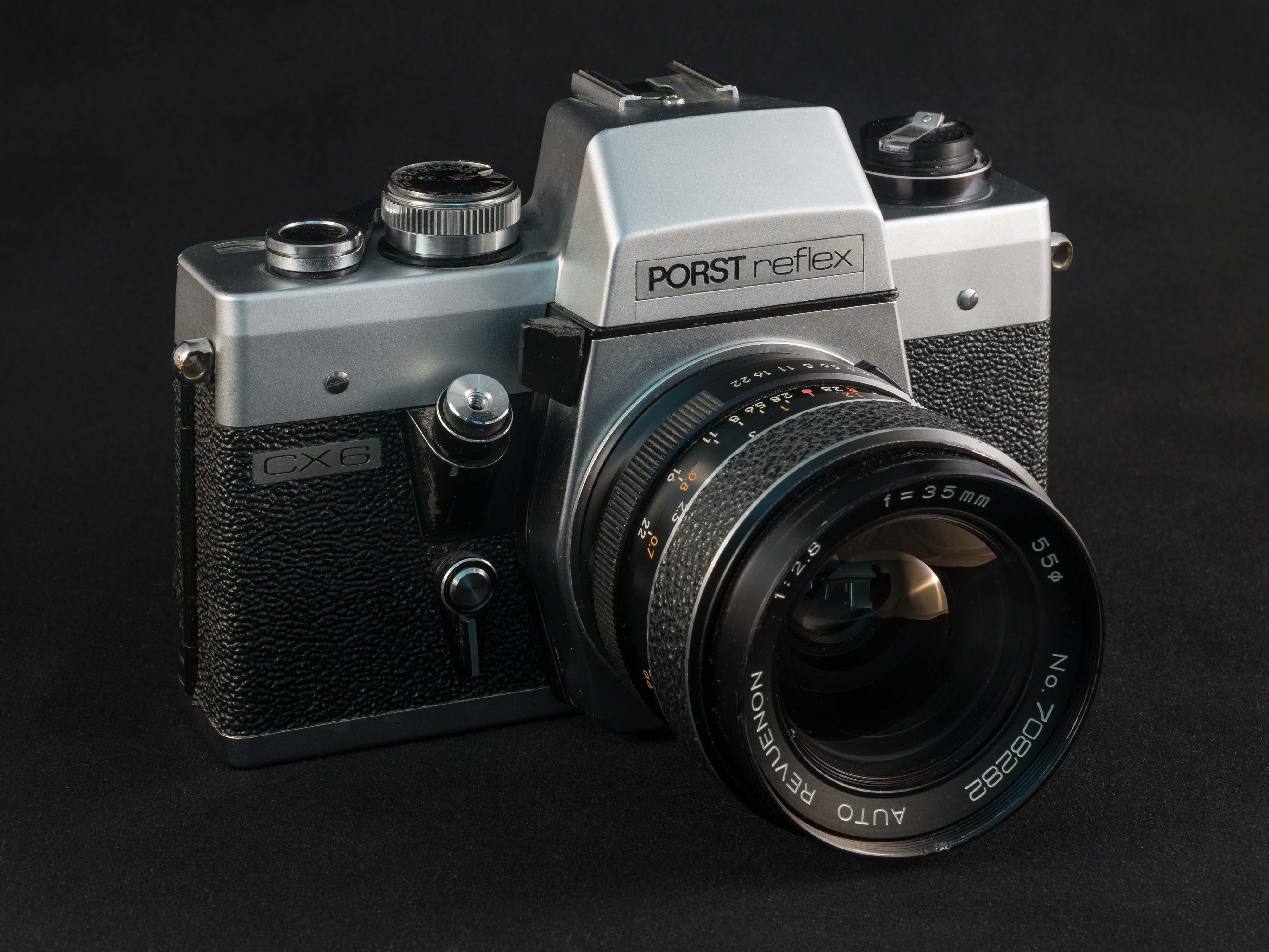
Die Praktica LTL als Porst Reflex CX-6

Die Pentacon Praktica LTL ist eine einäugige Spiegelreflexkamera der in Dresden ansässigen Firma Pentacon, die damals noch unter Kombinat VEB Pentacon Dresden firmierte. Die Kamera gehört zur L-Reihe, stellt darin sozusagen die "Mittelklasse" dar und ist Vorgänger der Praktica LTL2. Hergestellt wurde sie von ca. 1970 bis ca. 1975.

## Baugleich mit Porst Reflex CX-6
Die LTL war bis auf eine veränderte Oberkappe baugleich mit der Porst Reflex CX-6 und wurde für den Export vor allem in die Bundesrepublik Deutschland unter diesem Namen für Porst gebaut.

## Ausstattung
- TTL-Belichtungsmessung
- Stahllamellenverschluss mit Belichtungszeiten zwischen 1/1000 und 1 Sekunde, zusätzliche Einstellung für Bulb (Langzeitbelichtung und Blitzlicht)
- Objektivanschluss: M42
- Filmempfindlichkeit einstellbar von ASA 12 bis ASA 1600
- Sucher: Pentaprisma mit Fresnel-Mattscheibe, in der Suchermitte ist zusätzlich ein Mikroprismenring angeordnet.
- Anzeige der Belichtungsmessung über Zeigerinstrument rechts im Sucher
- vom Auslöser getrennte Abblendtaste
- auf der Gerätevorderseite mechanischer Selbstauslöser mit einer Ablaufzeit von ca. 8 sec
- Blitzlicht-Geräte können an den Steckschuh über dem Pentaprisma angeschlossen werden, die Synchronzeit liegt bei 1/60 s.
- Auslösesperre mit Anzeige im Sucher
- Spannungsversorgung für die Belichtungsmessung: Knopfzelle 625 in der Gehäuseunterseite
- Bildzählwerk auf der Geräteoberseite (setzt sich bei Öffnen der Rückwand automatisch zurück)
- genoppter Kamerabezug
- rechteckiger Anschluss am Sucher zur Anbringung von Okularzubehör

Standard-Objektivausrüstung war ein Objektiv von Pentacon 1:1,8/50mm. Die Ausführung in schwarz ist selten bei dem frühen Modell LTL der ersten Serie. Die praktisch funktionsgleichen Nachfolgemodelle LTL 2, LTL3 und MTL waren weitaus zahlreicher in schwarz gefertigt. Alle Modelle sind auch in silber-alu-farben gebaut worden.
Verkaufspreis in der Bundesrepublik Deutschland: ca. 250 DM (um 1980)
Hersteller: Pentacon (DDR)
Erläuterung zur Mittelklasse: Die einfacheren Schwestermodelle haben entweder keine Belichtungsmessung oder nur eine einfache Selen-Außenlicht-Messeinrichtung vor der Rückspul-Kurbel. Die besseren Modelle EE, PLC und VLC haben eine Offenblend-Messung mit elektrischer Übertragung der Blendenwerte; der schwarze Ringflansch trägt dann ringsum drei Kontaktstreifen. Die VLC hat zudem einen auswechselbaren Sucher (Pentaprisma gegen Lichtschacht oder Lupeneinsatz). Des Weiteren sind die Bildeinstellscheiben wechselbar.